# Furandovský potok
Furandovský potok je potok na horní Oravě, v severozápadní části okresu Námestovo. Jde o levostranný přítok Bystrého potoka a měří 2,4 km a je tokem VI. řádu.

## Pramen
Pramení v Oravských Beskydech, v podcelku Pilsko, na jihozápadním svahu Mechů (1 479,0 m n. m.) v nadmořské výšce přibližně 1 420 m n. m..

## Popis toku
Na horním toku teče jihozápadním směrem, následně se stáčí severojižním směrem a v lokalitě Furandová přibírá dva krátké levostranné přítoky. Nakonec se stáčí opět na jihozápad a severně od Mútňanské Píly ústí v nadmořské výšce cca 887 m n. m. do Bystrého potoka.

## Jiné názvy
- Furandová